# Chicago Theatre
Le Chicago Theatre (initialement connu sous le nom de Balaban and Katz Chicago Theatre) est une salle de spectacle et de concert située entre North State Street et Lake Street dans le secteur communautaire du Loop, au cœur de la ville de Chicago, dans l'État de l'Illinois, aux États-Unis.
Le Chicago Theatre est desservi par plusieurs stations du métro de Chicago. State/Lake, une station aérienne sur l'Union Loop, se trouve juste au nord tandis que Lake, une station souterraine, se trouve juste au sud.
Construit en 1921 selon les plans du cabinet d'architectes Rapp and Rapp (Cornelius W. Rapp et George L. Rapp), le Chicago Theatre mêle les styles néo-classique et néo-baroque. Le bâtiment a été ajouté au Registre national des lieux historiques (National Register of Historic Places ; NRHP) le 6 juin 1979 par le National Park Service et sur la liste des Chicago Landmarks (CL) le 28 janvier 1983 par les membres de la Commission on Chicago Landmarks de la ville de Chicago. Dès lors, le bâtiment bénéficie d'une protection au titre des monuments historiques et patrimoniaux.
Actuellement, la société Madison Square Garden, Inc. possède et exploite le Chicago Theatre en tant que salle de spectacle accueillant des pièces de théâtre, des spectacles vivants, des comédies musicales, des opéras, des concerts de musique populaire, des conventions mais aussi des événements sportifs.
Le chapiteau et l'enseigne, tous deux caractéristiques du Chicago Theatre et considérés comme des emblèmes officieux de la ville par les Chicagoans, apparaissent régulièrement dans des émissions de télévision, des films, des séries télévisées, des reportages, des œuvres d'art et des photographies.

## Histoire
Le Chicago Theatre fut pendant plusieurs années le principal endroit où jouait la troupe Balaban and Katz (B&K). Balaban and Katz Theater Corporation fut une société théâtrale qui posséda une chaîne de cinéma à Chicago et dans ses environs. Entre 1925 et 1945, le Chicago Theatre fut l'un des établissements les plus fréquentés pour les projections de films.
Au cours de ses 40 premières années d'existence, le Chicago Theatre projeta une multitude de films et de spectacles de premier plan. Tout au long de son existence, de nombreux artistes et célébrités de premier plan firent des représentations en direct au théâtre. L'une des plus grandes attractions du théâtre fut le jazz, dont Balaban and Katz firent la promotion dès septembre 1922 dans le cadre d'un événement spécial appelé « Syncopation Week » (« semaine de la syncope »). Le succès fut tel que les groupes de jazz devinrent un pilier de la programmation du Chicago Theatre, attirant des foules immenses quel que soit la qualité du groupe, tout au long des années 1920 et jusque dans les années 1930.

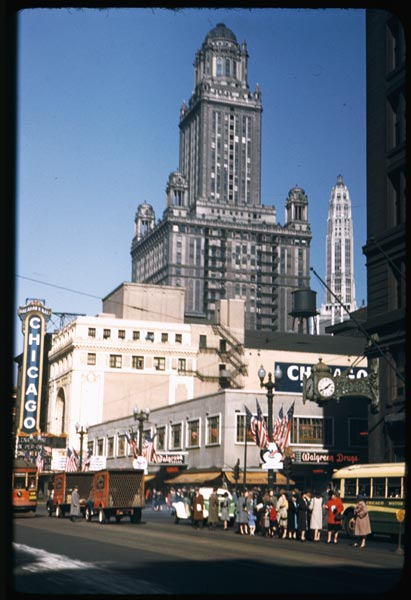
State Street en octobre 1944 avec le Chicago Theatre et son enseigne peinte en bleu-gris.

En prévision de l'Exposition universelle de 1933 (qui s'est tenue du 27 mai 1933 au 31 octobre 1934 à Chicago), le bâtiment fit l'objet d'une nouvelle décoration. Dans le cadre de l'ouverture de l'exposition universelle, Balaban and Katz recommanda à l'artiste Louis Grell de restaurer les quatorze peintures qui ornèrent les murs d'origine. Cette fois-ci, Grell choisit les divinités gréco-romaines comme thème des grandes peintures murales à l'huile sur toile qui sont aujourd'hui exposées dans l'auditorium du théâtre,.
L'établissement fut associé à des événements célèbres de la culture populaire. Par exemple, Ronald Reagan, acteur et 40e président des États-Unis, annonça ses fiançailles avec l'actrice Jane Wyman au Chicago Theatre. D'autres changements eurent lieu durant les années 1950, lorsque la direction mit fin à divers spectacles sur scène.
Durant les changements économiques et sociaux des années 1970, les affaires de l'établissement ralentirent pour le propriétaire Plitt Theatres (une importante chaîne d'exploitation de cinémas aux États-Unis durant cette période) ce qui affecta grandement sa rentabilité. Le Chicago Theatre fut rouvert aux spectacles en 1983 par Lou Volpano, directeur de production de Festival's Inc. Volpano réintroduit les représentations par l'ouverture d'une première série de spectacles depuis quarante ans en invitant la chanteuse et danseuse Liza Minnelli, le danseur et acteur russe Alexander Godunov de l'American Ballet Theatre, des grands noms de Las Vegas tels que l'acteur et comédien de stand-up Bob Hope ou encore l'acteur Steve Lawrence et sa femme Eydie Gormé du célèbre duo Steve and Eydie, mais aussi la chanteuse de jazz Sarah Vaughan et bien d'autres encore qui s'y produisirent durant les weekends.
En 1984, le Chicago Theatre Preservation Group racheta le théâtre et le Page Brothers Building adjacent pour 11,5 millions de dollars (32,4 millions de dollars aujourd'hui). Le groupe tenta de maintenir le lieu en tant que cinéma, mais ne réussit pas à être rentable et l'établissement ferma ses portes le 19 septembre 1985. Les derniers films populaires à avoir été projetés au théâtre sous sa première incarnation furent American Warrior (American Ninja) et Teen Wolf.

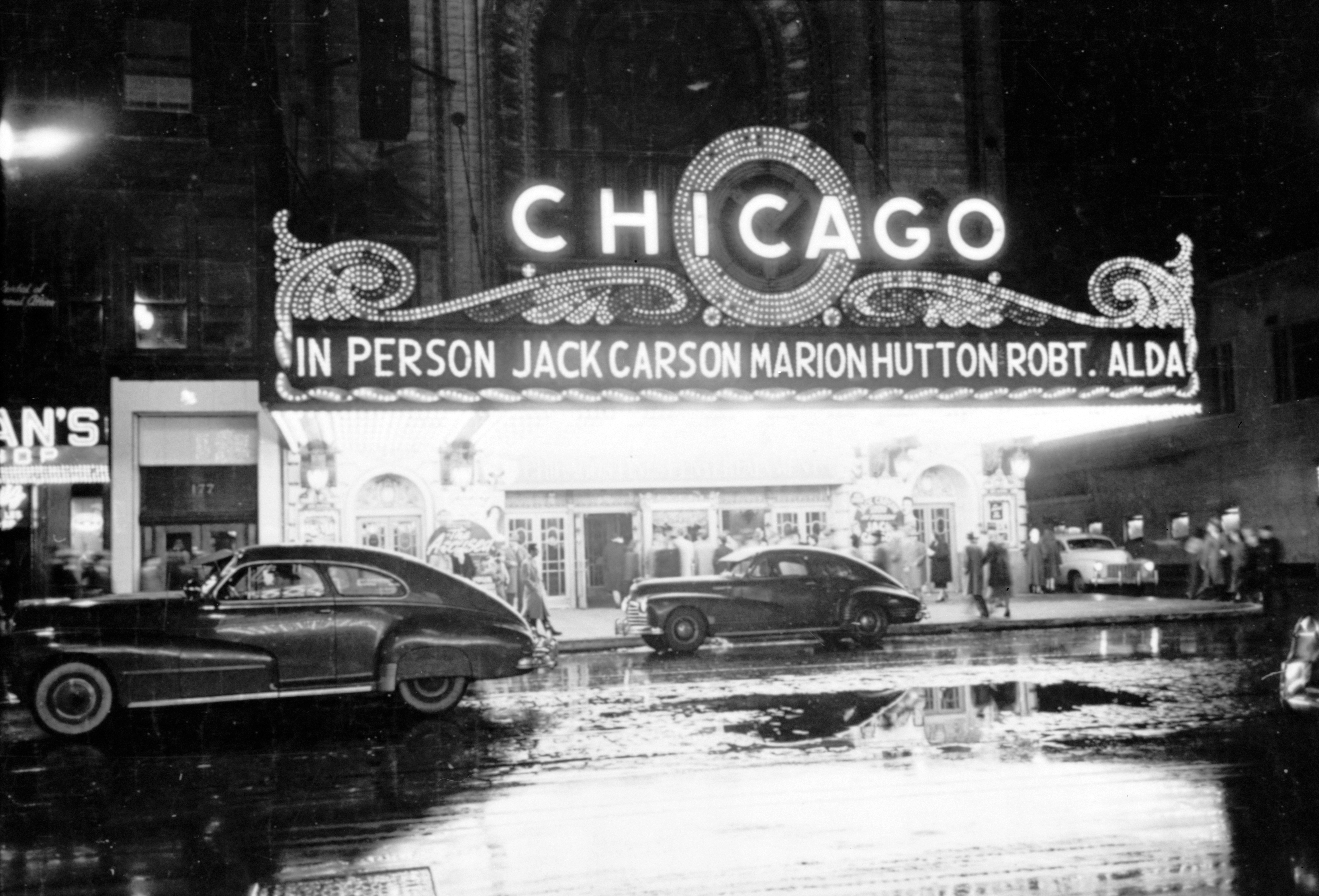
Photographie prise en 1949 par le réalisateur et producteur de cinéma Stanley Kubrick.

Le bâtiment a été ajouté sur le prestigieux Registre national des lieux historiques (National Register of Historic Places ; NRHP) par le National Park Service le 6 juin 1979, ainsi que sur la liste des Chicago Landmark (CL) le 28 janvier 1983. Le théâtre est perçu comme un emblème de la ville et apparaît régulièrement dans des films, à la télévision, dans des  illustrations et photographies. Il est l'une des fiertés des Chicagoans.
Du 15 octobre au 27 octobre 2019, la chanteuse Madonna s'y produisit dans le cadre de sa tournée théâtrale Madame X Tour et pour promouvoir son album studio Madame X.
Aujourd'hui, le Chicago Theatre constitue une salle de spectacle pour des divertissements tels que les spectacles de magie, les comédies musicales, et les concerts de musique populaire.

## Architecture

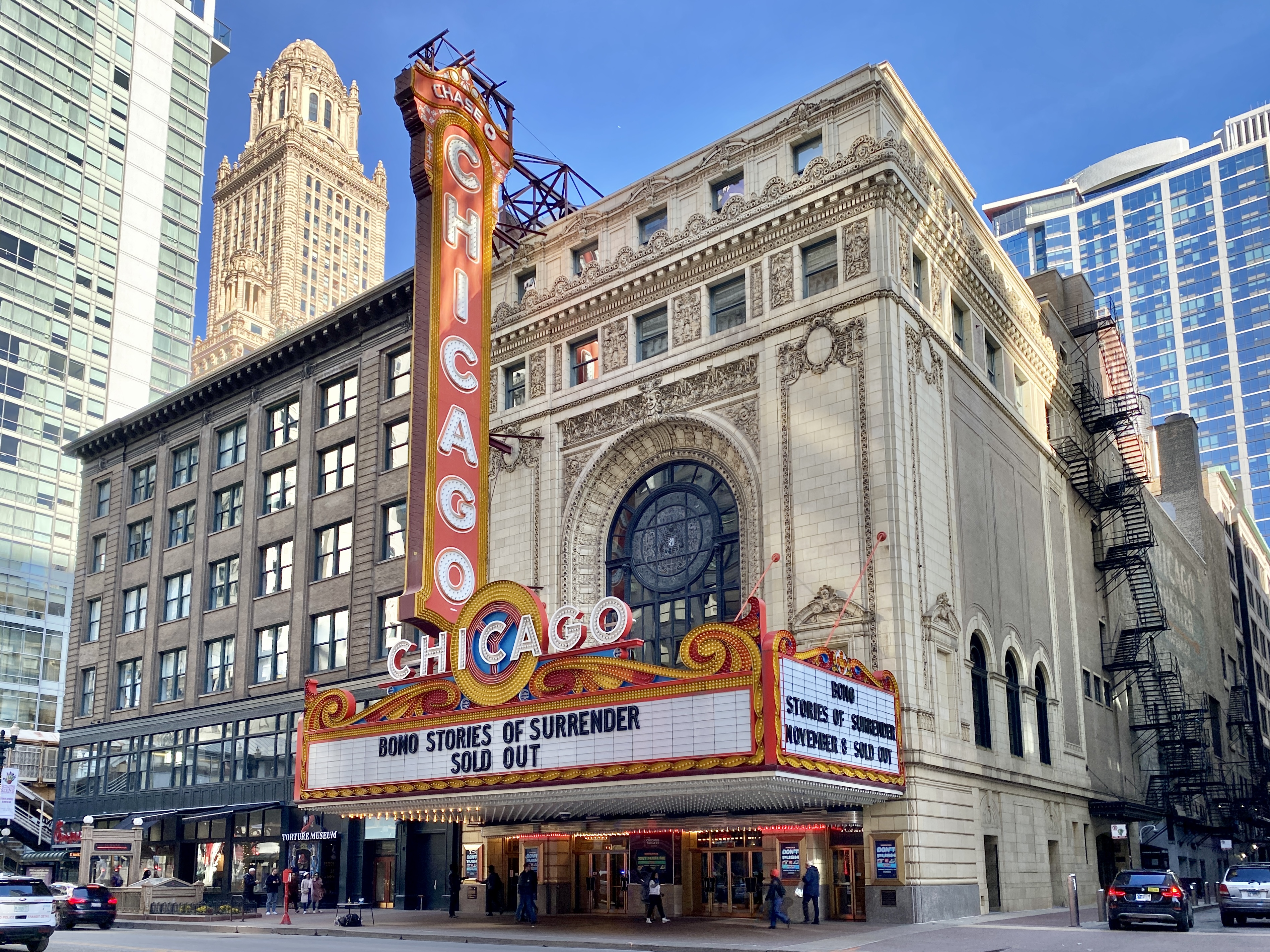
Le Chicago Theatre en 2023.

Le bâtiment est haut de sept étages et occupe près de la moitié d'un pâté de maisons. Le motif de l'arc de triomphe (aussi appelé « arc monumental ») de la façade donnant sur State Street, d'une largeur de 18 mètres et d'une hauteur de six étages, a été comparé à l'Arc de Triomphe à Paris. La fenêtre centrale en arc reprend le motif familier des fenêtres en fausse perspective de Francesco Borromini au dernier étage du palais Barberini à Rome. Les armoiries de la chaîne Balaban and Katz (symbolisées par deux chevaux tenant des rubans de pellicule 35 mm dans leur bouche, entourés d'une bordure de bobines de film) sont placées dans un vitrail circulaire Tiffany à l'intérieur de l'arc.
Le Chicago Theatre fut érigé en 1921 par le cabinet Rapp and Rapp, réputé pour ses projets de salles de cinéma prestigieuses non seulement à Chicago (le Copernicus Center, le James M. Nederlander Theatre et le Cadillac Palace Theatre…) mais dans le reste des États-Unis. Son architecture mêle les styles néo-classique (à prédominance) et néo-baroque. Sa façade est entièrement recouverte de terre cuite architecturale vernissée de couleur blanc cassé fournie par la Northwestern Terra Cotta Company, avec des stucs de style néo-baroque conçus par les frères McNulty.
La décoration intérieure, par son utilisation des couleurs chaudes, son exubérance et sa surcharge ornementale, s'inspire principalement du baroque français du Second Empire. Le grand hall d'entrée, haut de cinq étages et entouré de galeries aux niveaux de la mezzanine et des balcons, s'inspire de la chapelle royale de Versailles. L'escalier d'honneur s'inspire quant à lui du grand escalier de l'Opéra de Paris et monte jusqu'aux différents niveaux des balcons. Marshall Field and Company a fourni les décorations intérieures, y compris les rideaux et le mobilier. Les lustres en cristal et les luminaires en bronze équipés d'abat-jour en verre de Steuben ont été conçus et fabriqués par Victor Pearlman and Co.
Les dimensions de la scène dépassent 18 mètres de large et 9,1 mètres de profondeur. La fosse d'orchestre se trouve à environ 1,8 m sous le niveau de la scène, mesure 16 m de large au bord de la scène et a une profondeur de 4,6 m au centre. Un remplissage réglable de la fosse peut être utilisé pour les spectacles nécessitant d'autres niveaux.

### Enseigne et chapiteau

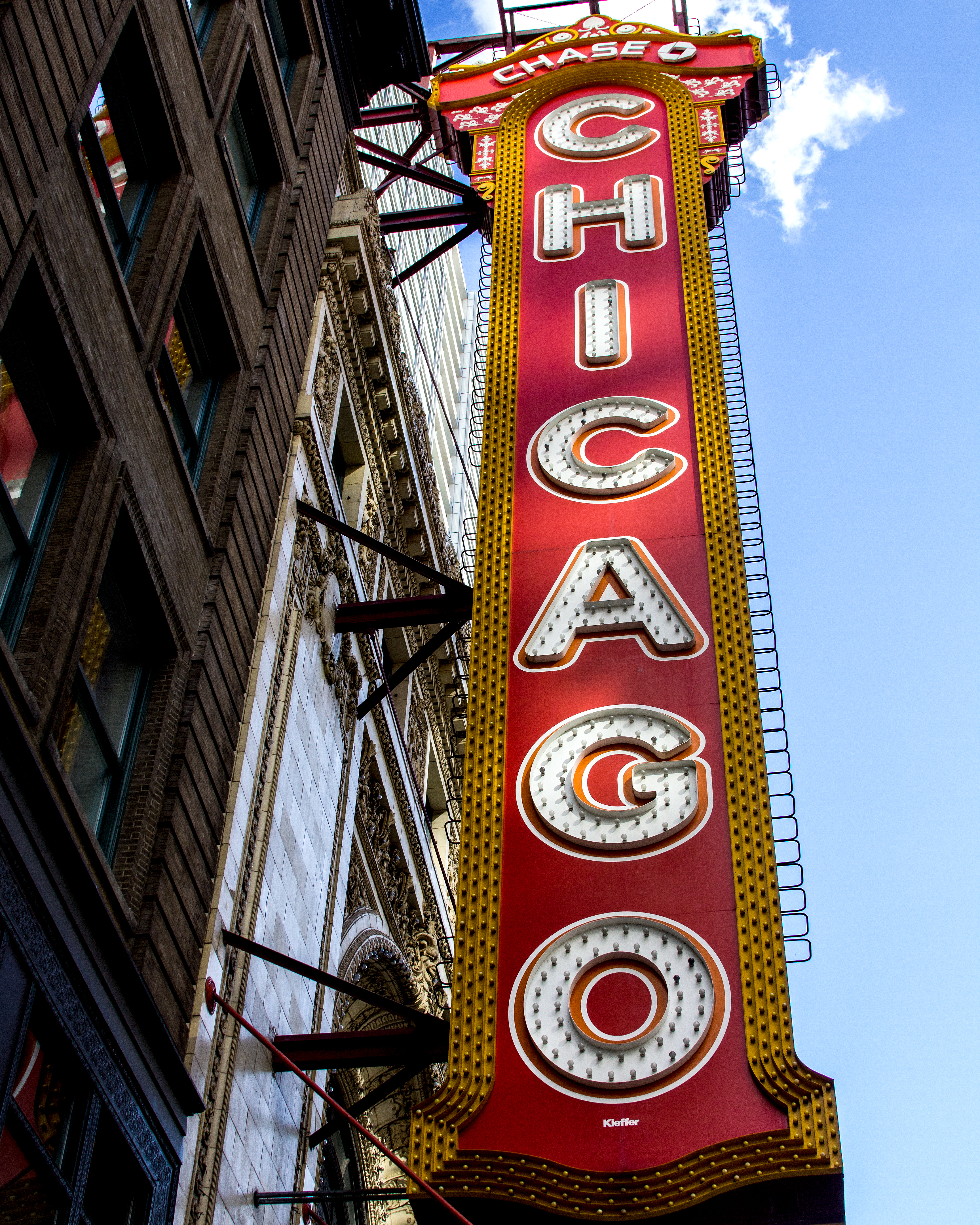
L'enseigne principale.

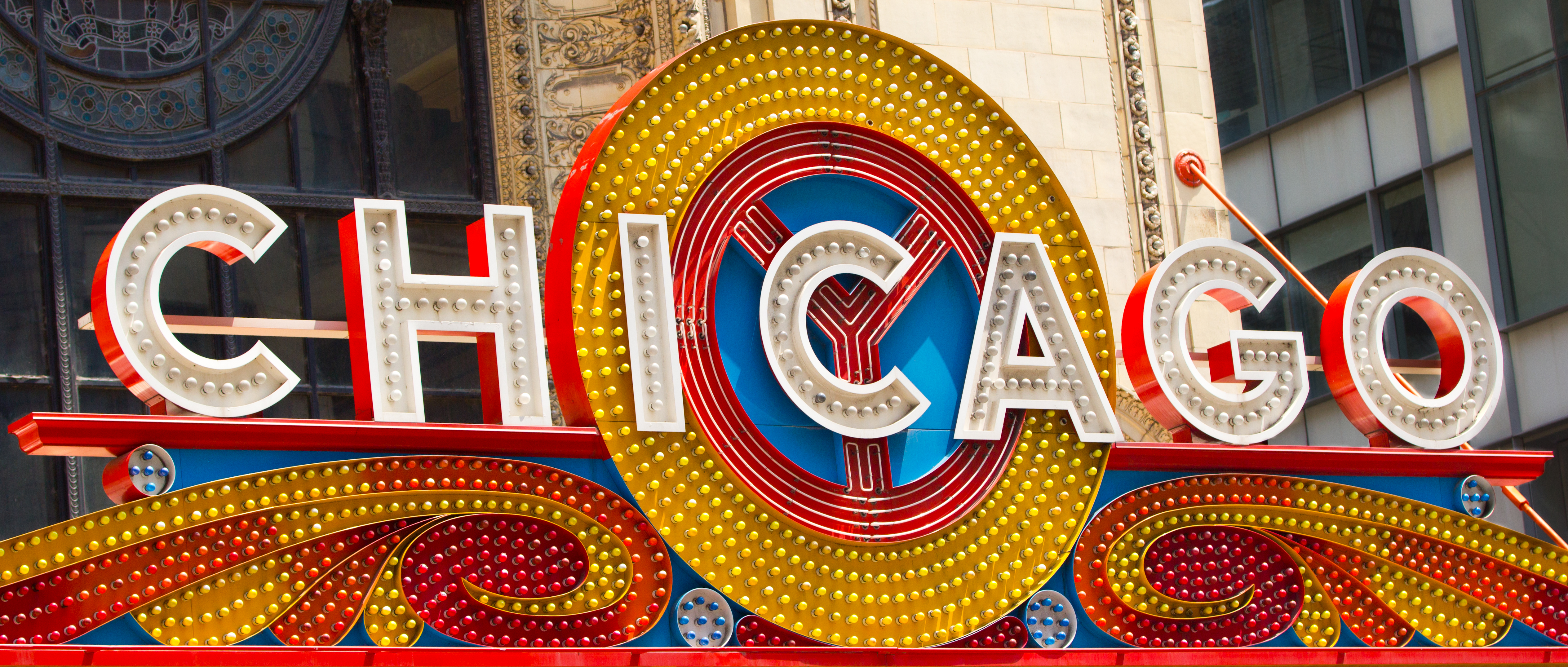
Détails de l'enseigne du chapiteau.

En 1978, lorsque la ville de Chicago et les propriétaires du théâtre ont fait la demande d'inscription du bâtiment auprès du Registre national des lieux historiques, le chapiteau avait été remplacé à deux reprises. Le chapiteau d'origine était simple et permettait d'afficher deux lignes de texte pour les annonces. Datant de 1922-23, le chapiteau d'origine était orné de roues d'épingles lumineuses et d'ampoules clignotantes.
Le remplacement de 1949 était similaire au deuxième chapiteau, mais ses panneaux d'attraction étaient plus grands et le lettrage « CHICAGO » surdimensionné n'apparaissait que sur la face avant. Jusqu'à la vente de Balaban and Katz à l'American Broadcasting Company (ABC) en 1969, leur nom figurait sur le chapiteau. L'ensemble du chapiteau a été remplacé en 1994, mais a conservé l'aspect de son prédécesseur.
L'enseigne verticale emblématique de CHICAGO, haute de 22,6 mètres et large de 5,2 m, était constituée de plus de 2 400 lampes à incandescence. Elle fut construite par la Thomas Cusack Company de Chicago et pesait plus de sept tonnes. En septembre 1996, l'enseigne a été démontée, une inspection de routine ayant révélé que l'intérieur était gravement détérioré. Une nouvelle enseigne, d'une valeur de 500 000 dollars US, reproduite à partir des spécificités de l'enseigne originale et fabriquée par l'entreprise Kieffer & Co. dans le Wisconsin, a été installée à la fin de l'année 1996.
Le chapiteau et l'enseigne verticale sont presque aussi célèbres que le théâtre, puisqu'elles ont représenté la ville à de nombreuses occasions avec le lettrage emblématique CHICAGO qui s'affiche grâce à un système de lumières multicolores. La forme en « Y » sur fond bleu derrière le « C » central du chapiteau constitue un emblème de la ville, une forme qui symbolise les trois bras de la rivière Chicago qui se rejoignent au niveau du quartier de Wolf Point.
En 2004, le chapiteau ainsi que l'enseigne originale ont été offert à la Smithsonian Institution, une institution de recherche scientifique basée à Washington, D.C. Le chapiteau figure dans de nombreux films et émissions de télévision se déroulant à Chicago, et sa police de caractères au néon a été utilisée dans le titre du film Chicago sorti en 2002.
Depuis 2011, conformément aux conditions de vente dictées par la ville de Chicago, l'enseigne verticale CHICAGO a été complétée par le logo de la Chase Manhattan Bank à son sommet pour indiquer le parrainage.

### Restauration

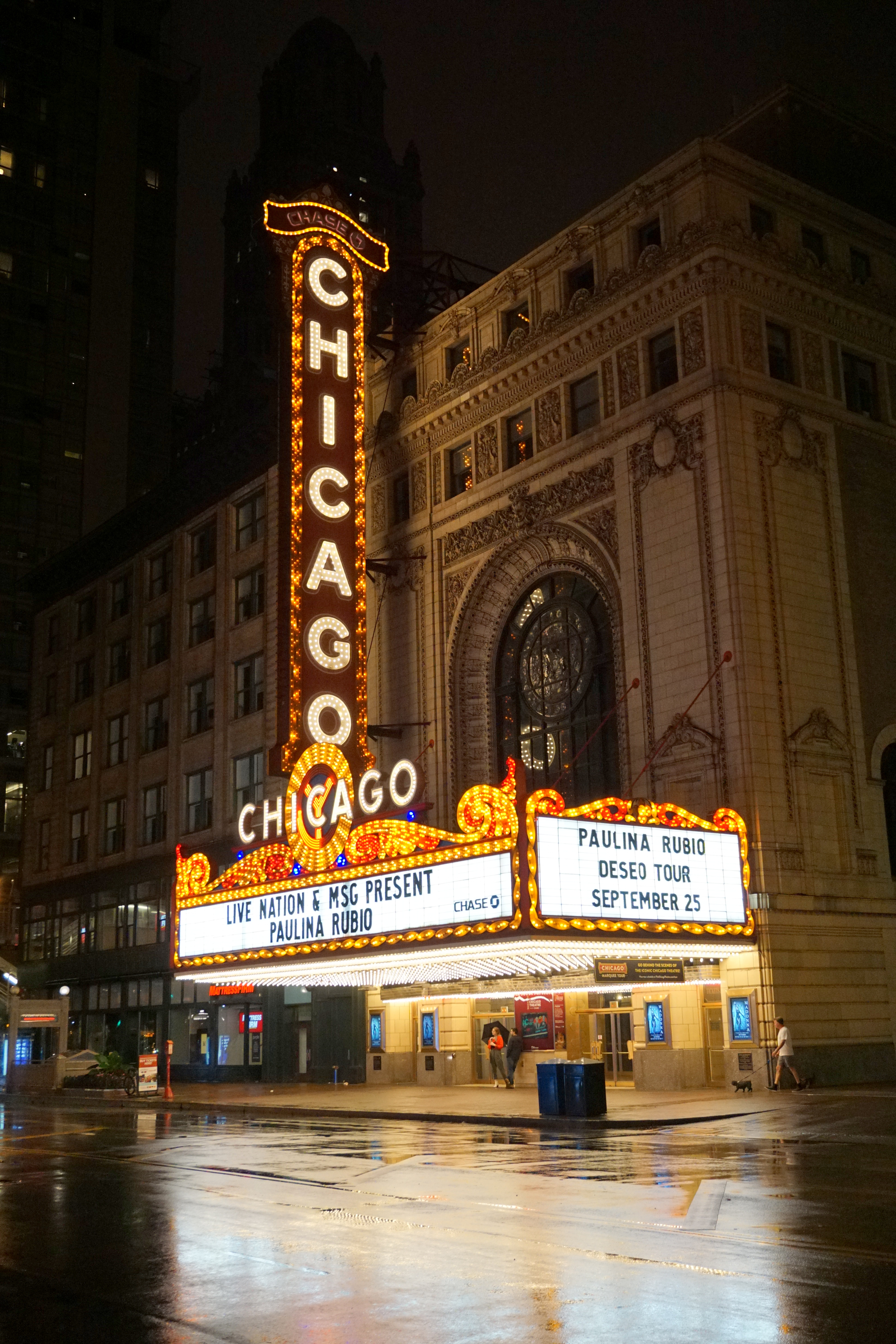
Le Chicago Theatre de nuit.

Le Chicago Theatre Preservation Group entreprit une rénovation intérieure/extérieure du bâtiment qui s'achèva en 1986 pour un coût estimé à 9 millions de dollars (24 millions de dollars en 2020), dont 4,3 millions de dollars (11,5 millions de dollars) pour le théâtre. La rénovation, réalisée par la firme d'architectes Daniel P. Coffey & Associates, Ltd. et les consultants en design d'intérieur A.T. Heinsbergen & Co., rendit au Chicago Theatre son aspect des années 1930 et augmenta sa capacité d'accueil à 3 600 places.
Le 10 septembre 1986, l'établissement rouvrit ses portes avec un spectacle de Frank Sinatra. Marquant l'aboutissement d'un effort de préservation historique de quatre ans, soutenu par le Landmarks Preservation Council of Illinois (LPCI), le gala de réouverture fut notamment symbolique car Sinatra se produisit au Chicago Theatre dans les années 1950. La restauration du Page Brothers Building, un bâtiment historique adjacent également protégé et inscrit sur la liste patrimoniale des Chicago Landmarks, permit d'aménager de nouvelles annexes et bureaux pour le Chicago Theatre.
Le Chicago Theatre, tout comme sa voisine la Joffrey Tower, constitue un élément important dans le plan de revitalisation du quartier de North Loop/Theatre District. Les plans de revitalisation du quartier de Theatre District remontèrent au début des années 1980 lorsque la maire de Chicago Jane Byrne (1979-1983) eut comme projet de rénover et d'embellir plusieurs quartiers historiques de la ville dont celui-ci. Durant son mandat, Byrne fit la promesse d'apporter un soutien solide et des subventions aux institutions culturelles afin de redonner du souffle aux arts du spectacle comme ce fut le cas notamment pour l'opéra lyrique de Chicago qui reçut environ 200 000 dollars de la ville de Chicago.

### Revitalisation
Le 1er avril 2004, la société TheatreDreams Chicago, LLC acheta le bâtiment pour 3 millions de dollars US,. Dans le même temps, la marque Balaban and Katz devint la propriété de la Balaban and Katz Historical Foundation.
Le 12 juillet 2005, le maire de Chicago Richard M. Daley déclara la « Journée Roger Ebert à Chicago » et apposa une plaque sous le chapiteau du théâtre en l'honneur de Roger Ebert, un journaliste du Chicago Sun-Times et critique de cinéma particulièrement reconnu aux États-Unis pour ses nombreuses rubriques. Le cinéma est présenté dans le livre The Chicago Movie Palaces of Balaban and Katz, de David Balaban, petit-fils du propriétaire d'origine.
Le 11 octobre 2007, la Madison Square Garden Entertainment Corporation (une compagnie spécialisée dans le divertissement basée à New York) annonça qu'elle allait racheter le Chicago Theatre.
Jusqu'en 2008, le Chicago Theatre accueillait le film d'ouverture annuel du Festival international du film de Chicago, jusqu'à ce que les festivités furent déplacées au Harris Theater, une salle de spectacle située à Millennium Park.